# 井上就勝 (土佐守)
井上 就勝（いのうえ なりかつ）は、戦国時代から江戸時代初期にかけての武将。毛利氏の家臣。井上元有の三男とされるが、毛利元就の落胤とする説も存在する。

## 生涯
毛利氏家臣である井上元有の三男として生まれる。幼名は「虎法師」。
ただし、就勝の母が元々は毛利元就の妾で、井上元有に嫁いで程無くして就勝が生まれたとする説もあり、その場合、就勝は毛利元就の落胤で兄弟順は三男・小早川隆景と四男・穂井田元清の間ということになる。
天文19年（1550年）7月12日、毛利元就による安芸井上氏粛清の手始めとして、就勝の父・元有が安芸国高田郡竹原に誘い出され、小早川隆景によって殺害された。翌7月13日には長兄の与四郎、父・元有の弟の元重、元重の子の就義も居宅において殺害されている。また、安芸井上氏惣領である井上元兼の長男・井上就兼が吉田郡山城に召し出されたところを桂就延に討たれ、井上元兼とその次男・井上就澄は元就の命を受けた福原貞俊と桂元澄に居館を包囲襲撃され自害している。
この粛清では多くの安芸井上氏の人物やその与党が討たれている一方で、毛利元就の妹婿である井上元光のように粛清対象外であった人物や、井上春忠のように不在だったことで粛清を免れる人物が何人もおり、次兄の就正は当時安芸国外に出ていたことで難を逃れて尼子氏に仕え、尼子氏滅亡後に毛利氏に帰参している。就勝は元就の侍女が生んだ子だったために難を逃れたとされ、粟屋元親に預けられて養育された。
永禄5年（1562年）3月16日、毛利元就から加冠状を受けて元服し、「与七郎」の通称と「就」の偏諱を与えられているが、就勝が元服する前から元就に召し出されて小姓となっている。
毛利元就の継室である中の丸は、元就の落胤とされる就勝と二宮就辰の身上について毛利輝元や小早川隆景に口添えしており、隆景は就勝の身上については輝元に落着させるようにするとし、輝元は就勝について忘却せず似合いの知行を与えると中の丸に答えている。また、就勝が近習として取り立てられることを小早川隆景が粟屋元種に伝えている。
元亀3年（1572年）12月30日、毛利輝元から「太郎右衛門尉」の官途名を与えられる。
天正6年（1578年）7月24日に輝元から20石の知行地を与えられ、天正7年（1579年）12月11日には出雲国柚谷の内の信濃給30貫と太郎丸屋敷1ヶ所を給地として与えられた。さらに、天正11年（1583年）8月15日に出雲国柚谷の内の興昌寺1町1反の地も給地として与えられている。
天正16年（1588年）11月15日、嫡男の井上元茂が毛利輝元の加冠状と「元」の偏諱を与えられて元服した。
天正20年（1592年）1月2日、輝元から「土佐守」の受領名を与えられた。
元和4年（1618年）9月1日、嫡男の元茂に知行を譲るという願い出が輝元に承認され、9月6日に死去した。